# Bariogènesi
En cosmologia, la bariogènesi és un terme genèric utilitzat per a referir-se als hipotètics processos físics que podrien haver produït una asimetria entre barions i anti-barions durant els primers instants de la creació de l'univers, resultant en quantitats elevades de matèria ordinària residual en l'Univers avui dia.
Les teories de bariogènesi (sent la bariogènesi electrofeble i la bariogènesi de GUT les més importants) empren subdisciplines de la física, com la teoria quàntica de camps i la física estadística, per descriure aquests possibles mecanismes. La diferència fonamental entre les teories de bariogènesi està en la descripció que fan de les interaccions entre partícules fonamentals.
El pas següent a la bariogènesi és la nucleosíntesi primordial, que es coneix molt millor i explica la formació de nuclis atòmics lleugers.

## Densitat bariònica
La densitat bariònica de l'Univers és una mesura que representa el nombre de barions (principalment protons i neutrons) per unitat de volum. L'abundància dels elements lleugers (D, 3,4He, 7Li) sintetitzats durant la nucleosíntesi primordial està en funció de la proporció entre la densitat bariònica de l'Univers (WB), i la densitat crítica, i de la constant de Hubble normalitzada, h=H0/100hms-1Mpc-1.